# Boswellia ovalifoliolata
Boswellia ovalifoliolata är en tvåhjärtbladig växtart som beskrevs av Balakr. & A. N. Henry. Boswellia ovalifoliolata ingår i släktet Boswellia och familjen Burseraceae. Inga underarter finns listade i Catalogue of Life.